# Бунге, Христофор Георгиевич
Христиан (Христофор) Георгиевич (Григорьевич) Бу́нге (1781—1861) — основоположник русской ветеринарии, эпизоотолог, доктор медицины, заслуженный профессор Московского университета, декан медицинского факультета, статский советник.

## Биография
Родился 12 (23) декабря 1781 года в известной киевской лютеранской семьи Бунге: отец, Георг-Фридрих Бунге (1722—1793), выходец из Восточной Пруссии, в середине XVIII века переселился в Киев, где содержал аптеку на Подоле.
Христофор Бунге среднее образование получил в киевской частной школе лютеранского пастора, затем два года работал в аптеке его старших братьев. В 1797 году продолжил обучение на собственном содержании в Санкт-Петербургском медико-хирургическом институте, который окончил в 1801 году. Работал в Санкт-Петербургском адмиралтейском госпитале. С 1803 года за свой счёт совершенствовался в ветеринарных науках в больницах за границей: в Вене, Бамберге, Вюрцбурге; с осени 1805 года — в Берлине. По возвращении в Россию, в декабре 1806 года, был причислен без должности в Медико-хирургическую академию; в ноябре 1807 года произведён в адъюнкты ветеринарных наук и в 1807—1809 годы исполнял обязанности ординатора при Санкт-Петербургском военно-сухопутном госпитале.
В конце 1809 года переехал в Москву и был произведён в московском отделении Медико-хирургической академии в экстраординарные профессора кафедры ветеринарии, диететики, фармакологии, патологии и терапии, которой заведовал в течение 33 лет. Занимая эту кафедру, Христофор Бунге неоднократно получал командировки для исследования болезней рогатого скота (в 1811 — на Сибирские линии, 1830 — в Полтавскую губернию); он исследовал сибирскую язву и подробно описал её в речи, произнесённой в торжественном собрании Московского университета в 1819 году: «De morbo sic dicto sibirico».
Во время войны 1812 года работал врачом в московском военно-временном госпитале, который в сентябре 1812 года был переведён в Касимов. В 1813 году вернулся к преподавательской деятельности. В 1815 году удостоен звания доктора медицины и в июле был утверждён ординарным профессором по занимаемой им кафедре; в 1825 году был утверждён учёным секретарём московского отделения Медико-хирургической академии, с 1826 года — академик и статский советник; с 1837 года — заслуженный профессор Московского университета. Оставил академию в ноябре 1842 года в связи с упразднением ветеринарного отделения.
Одновременно с работой в Медико-хирургической академии 20 января 1817 года он получил должность ординарного профессора кафедры ветеринарной науки в Московском университете. В 1818 году был избран деканом медицинского факультета и затем ещё дважды (в 1829 и 1832 годах) переизбирался на этот пост. В 1836—1840 годах — проректор Московского университета. Заведовал кафедрой терапевтической клиники (1835—1842).
Член Московского общества исследователей природы..
Награды:
- Орден Святого Владимира 3-й (1838) и 4-й (1812) степеней
- Орден Святой Анны 2-й степени с императорской короной (1834)
- Знак отличия «за XXXV лет беспорочной службы»[2]

Был женат на Вильгемине-Марии Фаренгорст (в 1-м браке — за доктором Гассенмюллером). У них родился сын Александр (17.3.1819—10.5.1868). В 1824 году внесены в III часть Родословной книги дворянства Московской губернии.
Умер в Москве 19 (31) декабря 1861 года; похоронен на Введенском кладбище (3 уч.). На его могиле стоит памятник, на котором написано: 

Staatsrath und Ritter Christoph v. Bunge, geb: zu Kiew d:12ten Dec:1781. Gest: 19ten Dec:1861. Und Dessen Gattinn Wilhelmine Marie v.Bunge, geborene Fahrenhorst. Geb: zu Libau d:5ten April 1787. Gest: d:3ten Februar 1863.
Перевод:
Статский советник и Кавалер Христофор фон Бунге, родившийся в Киеве 12 декабря 1781 года, скончавшийся 19 декабря 1861 года и его супруга Вильгельмина Мария фон Бунге, урождённая Фаренхорст, родившаяся в Лиепае 5 апреля 1787, скончавшаяся 3 февраля 1863

## Избранная библиография
- О раздражении спинного мозга (1844);
- О главнейших повальных болезнях домашних животных (1847);
- Руководство к распознаванию и лечению внутренних конских болезней (1856).